# Tylonycteris tonkinensis
Tylonycteris tonkinensis är en fladdermus i familjen läderlappar som förekommer i Sydostasien. Artepitet i det vetenskapliga namnet syftar på artens utbredning i regionen Tonkin.
Exemplaret som representerar arten (holotyp) har en kroppslängd (huvud och bål) av 41 mm, en svanslängd av 33 mm och 27 mm långa underarmar. Öronen är 11 mm stora och individens vikt är 4 g. Håren som bildar pälsen på ovansidan är guldfärgad till rödaktig nära roten och mörkbruna vid spetsen. Undersidan är täckt av ljusare brun färg med guldfärgad skugga. Huvudet kännetecknas av trekantiga öron med avrundade spetsar. Hos Tylonycteris tonkinensis är den broskiga fliken i örat (tragus) kort och bred. Artens flygmembran har en mörkbrun färg. I överkäken förekommer per sida 2 framtänder, 1 hörntand, 1 premolar och 3 molarer. Djuret har i underkäken ytterligare 1 framtand och en premolar.
Artens utbredningsområde ligger i östra Laos och i nordvästra Vietnam. Habitatet utgörs av skogar med flera gläntor som är täckta av bambu. Regionen ligger 500 till 1286 meter över havet.
Tylonycteris tonkinensis listas inte än av IUCN.